# Arthur Butterworth
Arthur Eckersley Butterworth (New Moston, Manchester, 4 de agosto de 1923–Embsay, 20 de noviembre de 2014) fue un compositor, conductor y trompetista británico.

## Biografía
Butterworth nació en Manchester en el seno de una familia vinculada con la música. Su padre era secretario del coro de la iglesia local y su madre tocaba el piano y el propio Butterworth cantaba en el coro. Por la entrada de seis peniques, el joven Butterworth asistió a los conciertos de Hallé y se ofreció como voluntario para la banda de música del pueblo que le asignó el trombón. Cuando todavía era un adolescente, tocó con la conocida banda en Besses o 'th' Barn y comenzó a tomar lecciones de dirección.. Mientras tocaba con la banda, su trombón en cayó a las vías del tranvía y, desanimado por el accidente, cambió a la trompeta.
Su profesora de música en la North Manchester Grammar School, Percy Penrose, le animó mucho, pero sus padres y el director trataron de disuadirlo de una carrera a tiempo completo. Cinco años en el ejército en tiempos de guerra le dieron pocas posibilidades de hacer música, pero Arthur lo compensó con creces después. En 1939, sin embargo, ganó la Beca Alexander Owen para jóvenes músicos de metal y su primera obra fue interpretada en público por la Wingates Band dirigida por Granville Bantock. Butterworth no tenía idea en ese momento de lo famoso que era Bantock, ni de que fuera amigo de Sibelius, a quien veneraba. Sin embargo, el gran hombre dijo: "Si te esfuerzas lo suficiente, tal vez algún día seas un compositor adecuado". En el Royal Manchester College of Music (ahora el Royal Northern College of Music), Butterworth estudió composición con Richard Hall y también aprendió la trompeta y la dirección. Estudió composición con Ralph Vaughan Williams después de escribirle al compositor en 1950, solicitando lecciones. Trabajó como trompetista en la the Scottish National Orchestra (ahora la Royal Scottish National Orchestra) desde 1949 hasta 1955 y en la Hallé de 1955 a 1962. También tocó como autónomo hasta 1963. En ese año comenzó a dar clases en la Escuela de Música de Huddersfield, actividad que compaginó con la composición y la dirección (fue durante muchos años director principal de la Orquesta Filarmónica de Huddersfield). Se hizo un MBE en 1995. No era pariente del compositor George Butterworth (1885-1916).
Sus obras incluyen siete sinfonías, ocho conciertos, varias otras grandes partituras orquestales y una cantidad considerable de música "seria" para metales (casi totalmente descuidada por el movimiento de las bandas de metales). En el verano de 2008, Butterworth regresó a la Royal Scottish National Orchestra para realizar una grabación de su Cuarta Sinfonía (1986) y su Concierto para viola (1988) con la viola inglesa Sarah-Jane Bradley. La Sexta Sinfonía tuvo su estreno en San Petersburgo en la  Orquesta Estatal de Capella de San Petersburgo el 15 de noviembre de 2009.
Una selección de obras orquestales y de cámara de Arthur Butterworth ha sido lanzada con la  Etiqueta Dutton Epoch. El Concierto para Viola y las Sinfonías Cuarta y Quinta son todos interpretados por la Orquesta Nacional Escocesa Real bajo la batuta del compositor. Uno de los lanzamientos también incluye la grabación mono de 1958 de  Barbirolli de la Primera Sinfonía de Butterworth, junto con una serie de reminiscencias del compositor. 

## Trabajos
Orquestales
- Suite for string orchestra, Op. 8 (1948)
- Sinfonietta, Op. 9 (1949)
- Legend, Tone Poem from Derbyshire M. para pequeña orquesta, Op. 11 (1950)
- Symphony No. 1, Op. 15 (1957)
- The Path across the Moors, Op. 17 (1959); also for brass band
- Three Nocturnes: Northern Summer Nights, Op. 18 (1958)
- The Quiet Tarn (Malham), Op. 21 (1960)
- The Green Wind (Le vent vert), Op. 22 (1960)
- A Dales Suite (Embsay), Op. 24b (1981); also for brass band
- Symphony No. 2, Op. 25 (1964)
- The Moors, Suite para gran orquesta y órgano, Op. 26 (1962)
- Italian Journey (Roma; Ravello, Rimini), Op. 34 (1966)
- From the Four Winds (Horologion Andronicus) para gran orquesta y órgano, Op. 40 (1971)
- Gigues, Scherzo, Op. 42 (1969)
- Symphony No. 3 Sinfonia Borealis, Op. 52 (1979)
- Pageantry, Op. 48 (1973)
- September Morn, Symphonic Study, Op. 62 (1983)
- Nex Vulpinus (The Fox) para orquesta de cuerdas, Op. 63 (1981)
- Beowulf para orquesta de cuerdas, Op. 68 (1982)
- Symphony No. 4, Op. 72 (1986)
- Northern Light, Symphonic Study, Op. 88 (1991)
- Solent Forts, Concert Overture, Op. 90 (1992)
- Mancunians para gran orquesta y brass band, Op. 96 (1995)
- Ragnarök, Concert Overture, Op. 97 (1995)
- Symphony No. 5, Op. 115 (2001–2002)
- Mill Town, Op. 116 (2003)
- Symphony No. 6, Op. 124
- Capriccio Pastorale para pequeña orquesta, Op. 125
- Coruscations, Op. 127 (2007)
- Entre chien et loup, Op. 130
- Scherzo para pequeña orquesta, Op. 131
- Grey Moorland, Concert March, Op. 134
- Symphony No. 7, Op. 140 (2011)

Brass band
- The Path across the Moors para brass band, Op. 17b (1964); versión original para orquesta
- A Dales Suite (Embsay) para brass band, Op. 24a (1965); también para orquesta
- Three Impressions, Scenes from 19th Century Northumberland for brass, Op. 36 (1968)
- Ballad para brass band, Op. 39 (1962)
- Blenheim, Heroic Overture para brass band, Op. 43 (1972)
- St. Gertrude para brass band, Op. 44 (1969)
- Revelation, Concert March para brass band, Op. 45 (1966)
- Caliban, Scherzo malèvolo para brass band, Op. 50 (1978)
- Nightflight, Symphonic Study para brass band, Op. 57 (1973)
- Winter Music para brass band, Op. 71 (1978)
- Odin, from the Land of Fire and Ice para brass band, Op. 76 (1986)
- Sinfonia para Brass: Maoriana for brass band, Op. 85 (1990)
- Paean para brass band, Op. 86 (1990)
- Passacaglia on a Theme of Brahms para brass band, Op. 87 (1991)
- Suivez la raison, Concert March para brass band y órgano, Op. 92 (1993)

Banda de viento
- Mancunian Way para banda de viento, Op. 66 (1985)
- Winter Music para banda de viento, Op. 71 (1978)
- Tundra, Boreal Suite para gran banda de viento, Op. 75 (1979)

Concertante
- Concertante para 2 oboes, 2 cuernos y orquesta de cuerda, Op. 27 (1962)
- Concerto para órgano, orquesta de cuerda y percusión, Op. 33 (1973)
- Duo concertante para oboe, clave y cuerda, Op. 35 (1967)
- Concerto for violin y orquesta, Op. 58 (1978)
- Summer Music, Concerto para fagot y orquesta, Op. 77 (1985)
- Scherzo and Canzona para trombón bajo y brass band, Op. 80 (1984)
- Concerto for viola y orquesta, Op. 82 (1988–1992)
- Concerto alla Veneziana para trompeta y brass band (o orquesta), Op. 93 (1992)
- Concerto for chelo y orquesta, Op. 98 (1997)
- Guitar Concerto, Op. 109 (2000)
- Sinfonia Concertante para bombardino, barítono and brass, Op. 111 (2001)
- Gog and Magog para doble bajo y cuerda, Op. 118
- Capriccio para violín y orquesta, Op. 139

Música de cámara
- Sonata para oboe y piano, Op. 5 (1947)
- Trio para oboe, clarinete y fagot, Op. 6 (1947)
- Modal Suite para flauta, clarinete, fagot, trompeta, violín, viola y chelo, Op. 7 (1947)
- Romanza para trompa y cuarteto de cuerda con contrabajo ad libitum (o piano), Op. 12 (1951)
- Suite para viola y chelo, Op. 13 (1951)
- Sextet para flauta, oboe, clarinete, cuerno, fagot y piano, Op. 16 (1957)
- Scherzo para cuarteto brass, Op. 19 (1956)
- Three Dialogues para 2 instrumentos de agudos, Op. 20 (1962)
- Trio cornet, cuerno tenor, trombón, Op. 28 (1962)
- A Triton Suite para 3 trompetas, 3 trombones y tuba, Op. 46 (1972)
- Sonata para double bass y piano, Op. 47 (1970)
- Berceuse para oboe y piano, Op. 51 (1971)
- Aubade para flauta y piano, Op. 53 (1973)
- Fanfare and Berceuse para trompeta y piano, Op. 54 (1975)
- Ludwigstanz, Recreación para 6 clarinetes, Op. 56 (1975)
- A Gabriel Sonata para trompeta y órgano, Op. 59 (1976)
- Flamboyance para trompeta (o corneta) y piano, Op. 64 (1977)
- Leprechauns para 2 oboes y coro inglés, Op. 67 (1978)
- Héjnal para trompeta y piano, Op. 69 (1979)
- Piano Trio No. 1, Op. 73 (1983)
- Sonatina para violín y piano, Op. 74 (1979)
- Sonata for viola y piano, Op. 78 (1986); premiered by Cecil Aronowitz y Terence Weil
- Three Night Pieces para trompeta y piano, Op. 81 (1987)
- Partita para bombardino y piano, Op. 89 (1991)
- Quartet para brass instruments, Op. 91 (1992)
- Piano Quintet, Symphonic Variations para piano y string quartet, Op. 95 (1995, revised 1998)
- Wedding Music para trompeta y órgano, Op. 99 (1996)
- String Quartet, Op. 100 (1997, revised 2011)
- Morris Dancers para 4 cuernos, Op. 101 (1997)
- Actaeon's Ride para conjunto de viento y metal, Op. 102 (1997, revised 1998); commissioned for, y premiered by the Mayfield Wind Sinfonia, Sheffield.
- Bubu para English cuerno, viola y harpa, Op. 107 (1999)
- Pastorale para viola y piano, Op. 112 (2002)
- The Sands of Dee para doble bajo y piano, Op. 117
- Three Lyric Pieces para tuba (o chelo, o doble bajo) y piano, Op. 119 (2003)
- Piano Trio No. 2, Op. 121 (2004)
- Undiné para flute y piano, Op. 128
- Sonata para oboe bajo (o heckelphone) y piano, Op. 132
- Soliloquy para chelo y piano, Op. 136

Carillon
- Kendal Clock (Tinnitis Aurium Kendaliensis 1189–1989) para carillón, Op. 84 (1989)

Órgano
- Partita on a German Chorale, Op. 2 (1947)
- Organ Sonata, Op. 106 (1998)

Piano
- Lakeland Summer Nights, Op. 10 (1949)
- Five Caprices, Op. 23 (1960)
- Schubert Variations, Op. 114

Vocal
- Now on Land and Sea descending para contralto y orquesta, Op. 1 (1947)
- Three German Folk Songs para tenor y piano, Op. 3 (1947)
- Four Nocturnal Songs para soprano y piano, Op. 4 (1948)
- The Night Wind para soprano, clarinete y piano (o orquesta), Op. 38 (1969)
- Ancient Sorceries para contratenor, flauta dulce y clavecín, Op. 49 (1975)
- The Great Frost para narrador y orquesta, Op. 94 (1993)

Choral
- A Moorland Symphony para bajo solo, coro y orquesta Op. 32 (1967)
- Trains in the Distance para speaker, tape, coro y orquesta, Op. 41 (1971)
- Five Part Songs para coro masculino y piano, Op. 55 (1978)
- Hunter's Moon, 3 canciones de voces masculinas y piano, Op. 60 (1979)
- The Owl and the Pussy Cat para coro, banda y grupo de jazz, Op. 61 (1979)
- Haworth Moor, 3 canciones para coros y piano, Op. 110 (2000)